# Prawo Poissona
Prawo Poissona – prawo opisujące kwazistatyczny proces adiabatyczny gazu doskonałego, sformułowane przez Siméona Denisa Poissona w 1828 roku.
Prawo ma postać matematyczną:
{\displaystyle TV^{\varkappa -1}=\operatorname {const} }
albo
{\displaystyle pV^{\varkappa }=\operatorname {const} ,}
gdzie:
{\displaystyle \varkappa } – współczynnik Poissona,
{\displaystyle T} – temperatura bezwzględna gazu,
{\displaystyle V} – objętość gazu,
{\displaystyle p} – ciśnienie gazu.
Wykresem prawa Poissona jest krzywa zwana adiabatą. Ma ona pewne własności podobne do własności izotermy, np. wspólne są dla tych krzywych asymptoty.